# مسیر هوایی

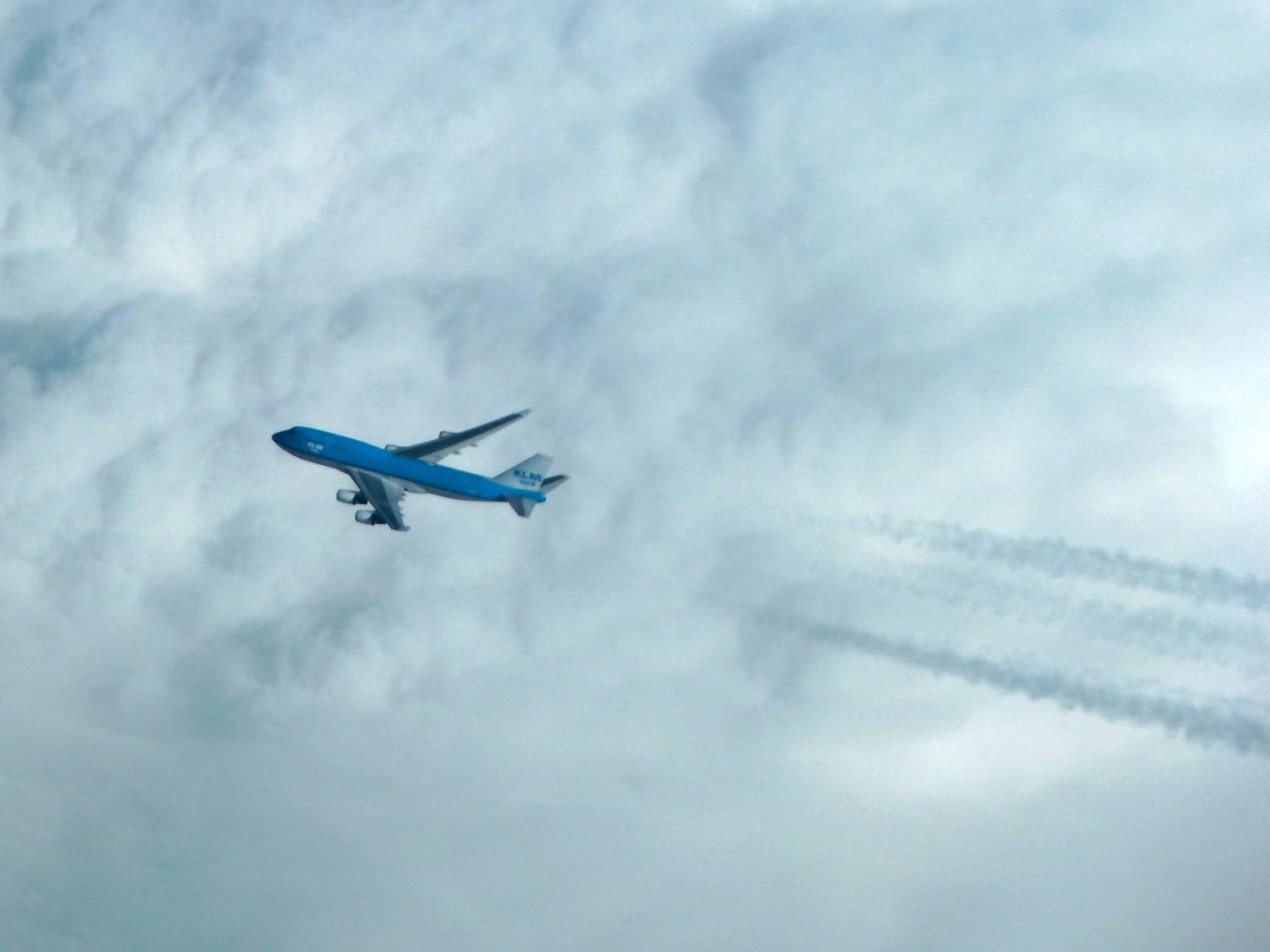
هواپیمایی در مسیر هوایی

مسیر هوایی یا راه هوایی یا خط هوایی یک دالان مشخص است که یک مکان مشخص را به یک مکان مشخص دیگر در ارتفاعات بالا متصل می‌کند.

## دالان هوایی
دالان هوایی یا کریدور هوایی ناحیه‌ای در حریم هواییست که هواگرد باید در طول حرکت خود از منطقه‌ای مشخص در آن محدوده بماند. دالان‌های هوایی معمولا با الزامات نظامی یا دیپلماتیک اعمال می‌شود.
دالان هوایی با راه هوایی یکسان نیست. راه هوایی ابزاری کمکیست برای خلبان اما می‌تواند در زمانی که شرایط تضمین شده‌است از آن منحرف شود، در حالی که انطباق حرکت در دالان هوایی تعیین‌شده اجباریست.

## اروپا
خطوط هوایی دالان‌هایی به عرض ۱۰ مایل دریایی (۱۹ کیلومتر) از فضای هوایی کنترل شده هستند که با یک مبنا تعریف شده‌اند که معمولاً FL070 – FL100 است و تا FL195 امتداد دارد.
آنها فرودگاه‌های اصلی را که از پروازهای با دید(IFR) در طی مراحل صعود و فرود و اغلب برای هواپیماهای غیر جت، مرحله کروز پرواز استفاده می‌کنند، محافظت می‌کنند.
در امتداد این راه‌های هوایی، ممکن است هواپیمایی که مطابق با نیازهای راه هوایی است پرواز کند.
خطوط هوایی نیز در بخش‌هایی در یک بلوک ارتفاعی خاص، عرض دالان و بین مختصات جغرافیایی ثابت بر اساس سیستم ناوبری ماهواره‌ها، یا بین نقاط با استفاده از سیستم‌های کمک‌های ناوبری فرستنده رادیویی زمینی مانند VORs یا NDB یا تقاطع شعاع های خاص تعریف می‌شوند.